# Zbigniew Bizoń (żużlowiec)
Zbigniew Bizoń (ur. 25 czerwca 1960 w Siennie) – polski żużlowiec.

## Kariera sportowa
Licencję żużlową zdobył w 1978 roku. Przez całą sportową karierę (do 1989 r.) reprezentował klub Polonia Bydgoszcz, w barwach którego zdobył trzy medale drużynowych mistrzostw Polski: dwa srebrne (1986, 1987) oraz brązowy (1988).
W 1978 r. zdobył brązowy medal młodzieżowych drużynowych mistrzostw Polski, natomiast w 1980 r. zdobył w Bydgoszczy tytuł młodzieżowego mistrza Polski par klubowych.